# جانيس هوف
جانيس هوف (بالإنجليزية: Janice Huff)‏ هي عالمة أرصاد أمريكية، ولدت في 1 سبتمبر 1960 في نيويورك في الولايات المتحدة.